# Zanha africana
Zanha africana är en kinesträdsväxtart som först beskrevs av Ludwig Radlkofer, och fick sitt nu gällande namn av Arthur Wallis Exell. Zanha africana ingår i släktet Zanha och familjen kinesträdsväxter. Inga underarter finns listade i Catalogue of Life.